# Ranziger See
Der Ranziger See ist ein 36 Hektar umfassender und bis zu zwölf Meter tiefer Natursee im Dorf Ranzig, einem Ortsteil der brandenburgischen Gemeinde Tauche im Landkreis Oder-Spree.
Der Dorfkern Ranzigs liegt am nordwestlichen Seeufer. Am mittleren Westufer befinden sich der Campingplatz „Märkisches Seecamp“ und ein Strand. Das grundwassergespeiste Gewässer verfügt über eine ausgezeichnete Badewasserqualität.

## Geographie und Naturraum
Der Ranziger See liegt nördlich des Schwielochsees in der Niederung der Spree auf der Beeskower Platte. Das Plateau wird als Nr. 824 in den Naturräumlichen Haupteinheiten Deutschlands in der Haupteinheitengruppe Nr. 82 Ostbrandenburgisches Heide- und Seengebiet geführt. Rund 500 Meter östlich des Sees fließt die Spree; eine Verbindung zwischen dem See und dem Fluss besteht nicht.
Der Ranziger See ist Teil des Landschaftsschutzgebiets Schwielochsee. Rund dreihundert Meter nordöstlich des Ranziger Sees schließt sich das Naturschutz- und FFH-Gebiet Spreewiesen südlich Beeskow an. Entlang des südlichen Seeufers verlaufen der Spreeradweg und der Radwanderweg Märkische Schlösser-Tour zur Handseilzugfähre in Leißnitz, auf der Radfahrer und Wanderer den Fluss überqueren können. Westlich des Sees führt die Bundesstraße 87 vorbei, die Ranzig nach Süden mit Trebatsch und nach Norden mit Beeskow verbindet.

## Gewässerprofil und Badewasserqualität

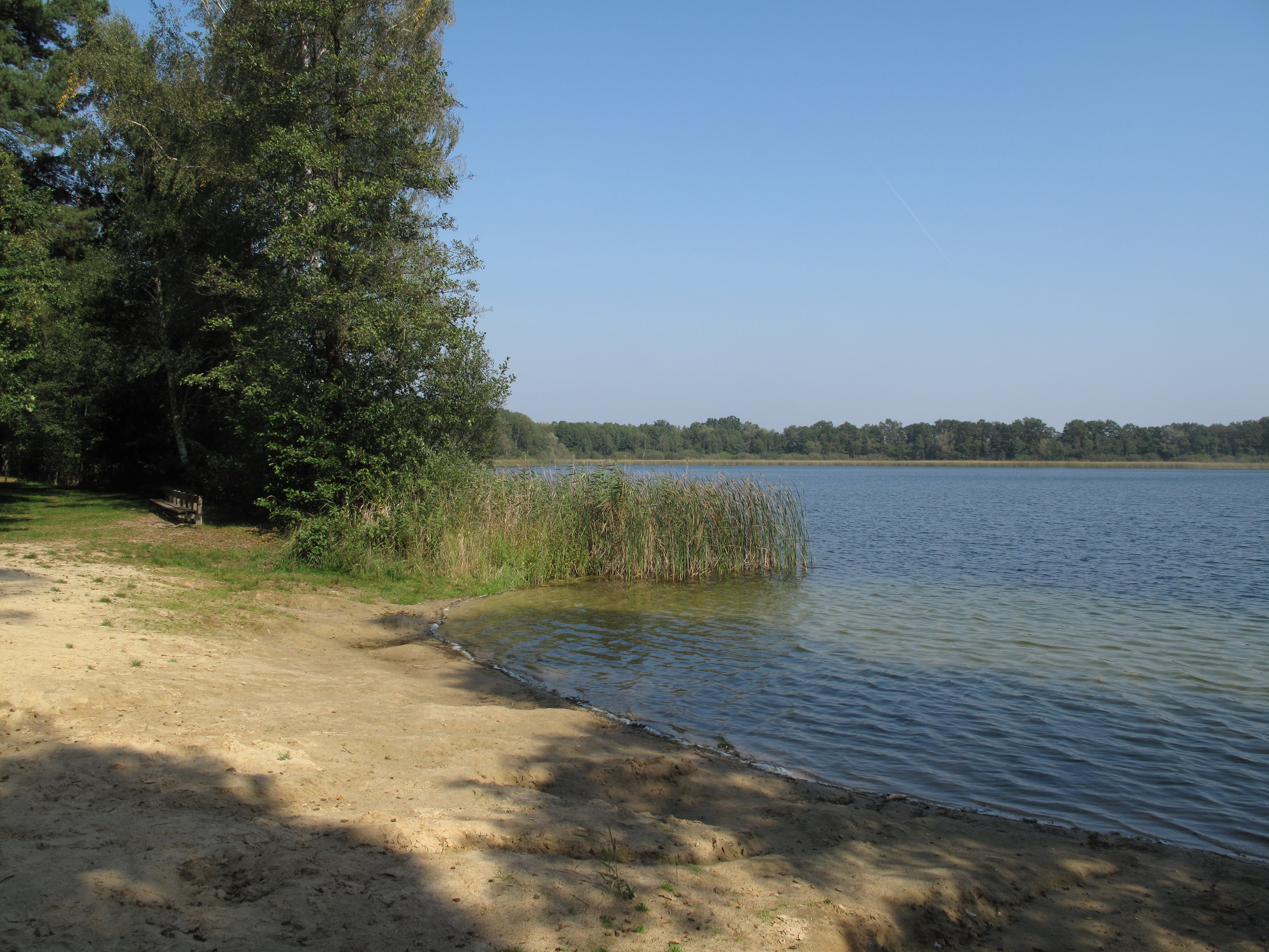
Badestelle am Westufer

Das in etwa ovale, wenig strukturierte Becken des Gewässers zieht sich von Nord nach Süd über rund 975 Meter, seine maximale Breite erreicht rund 460 Meter. Der 36 Hektar umfassende und bis zu 12 Meter tiefe See bildet im Sommer eine stabile Temperaturschichtung aus. Die Wassertemperatur betrug 30 cm unter der Oberfläche im Durchschnitt der Jahre 2009 bis 2012 im Maximum 25 °C, im Minimum 15,1 °C und im Mittel 20,5 °C. Die Sichttiefe des klaren, grundwassergespeisten Sees liegt an der Badestelle während der Saison im Mittel bei 1,8 Meter. Der pH-Wert schwankte, bezogen auf die Jahre 2008 bis 2011, zwischen 8,0 und 8,9. Der Salzgehalt (Umrechnung aus Leitfähigkeit) wird mit Süßwasser: < 0,5‰ angegeben.
Nach der Badegewässerrichtlinie der EG von 2006/07 wird die Badewasserqualität regelmäßig überprüft. In den zuletzt vorliegenden Erfassungszeiträumen 2008 bis 2012 wurde die Qualität jeweils als ausgezeichnet (drei Sterne) eingestuft. Die mikrobiologischen Parameter nach der Perzentilberechnung ergaben für Escherichia coli und Intestinale Enterokokken (Indikatoren für eine fäkale Verschmutzung eines Badegewässers) im Zeitraum 2009 bis 2012 folgende Werte:
- für Escherichia coli (Grenzwert 1800/100 ml) Messwerte von 78 pro 100 ml für das 95-Perzentil und von 77 pro 100 ml für das 90-Perzentil und
- für Intestinale Enterokokken (Grenzwert 700/100 ml) Messwerte von 16 pro 100 ml für das 95-Perzentil und von 15 pro 100 ml für das 90-Perzentil.[5]

## Flora und Fauna

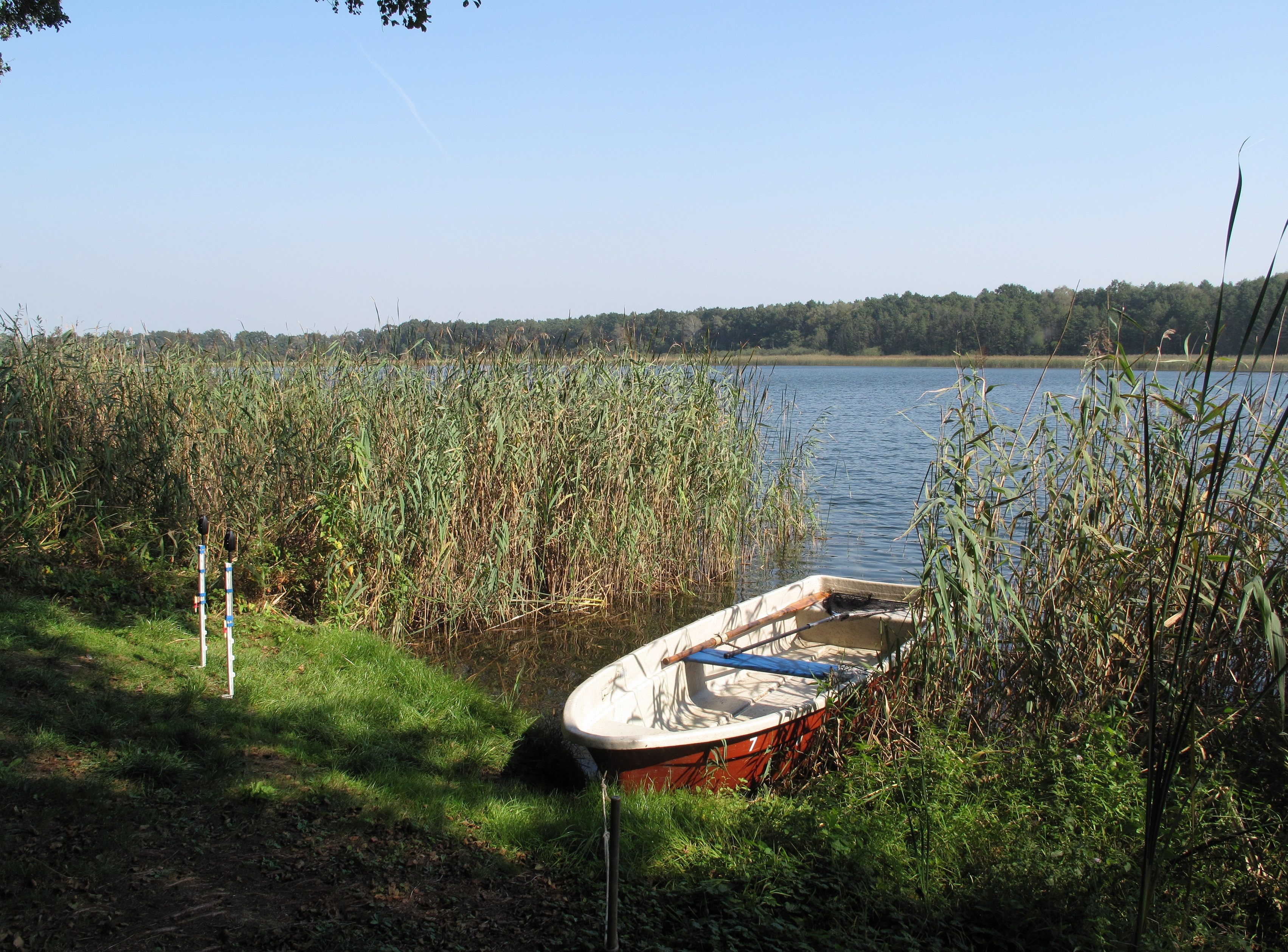
Röhricht am Westufer

Der Ranziger See verfügt weitgehend über naturnahe Uferbereiche. Das Ostufer nehmen ausgedehnte Röhrichtbestände ein, die am besiedelten Westufer streckenweise nur spärlich ausgebildet sind. An der Nordspitze gibt es eine kleine natürliche Verlandungszone. Das Ostufer und südliche Westufer ist von ausgedehnten Kiefernforsten umgeben.
Der See wird von Anglern und von der Berufsfischerei genutzt und ist insbesondere wegen seiner guten Hechtbestände beliebt; Hechte mit einem Gewicht bis zu 22 Pfund sollen hier gefangen worden sein. Im See kommen zudem die laut Roter Liste Brandenburg im Bestand zurückgehenden Zander und Aale vor. Schleie, Karpfen, weitere Barsche und Weißfischarten ergänzen die Fischfauna.

## Ersterwähnung und Name
Unter dem Namen Rantziger See wurde das Gewässer erstmals im Jahr 1668 verzeichnet. Über ältere Namen und über den Namen in der slawischen Zeit ist nichts bekannt. Benannt ist er nach dem 1393 urkundlich als wrantzck ersterwähnten Dorf Ranzig. Der Name wird auf die Grundform *Vron'sk zu altsorbisch *vron = Rabe oder *vrona = Krähe zurückgeführt und bedeutet Ort, wo es Raben beziehungsweise Krähen gibt. Das Dorf Ranzig hat rund 375 Einwohner und eine Fläche von 964 Hektar.